# Delphinium subscandens
Delphinium subscandens är en ranunkelväxtart som beskrevs av Joseph Andorfer Ewan. Delphinium subscandens ingår i släktet storriddarsporrar, och familjen ranunkelväxter. Inga underarter finns listade i Catalogue of Life.